# دهق (فریدن)
دهق، روستایی از توابع بخش مرکزی شهرستان فریدن در استان اصفهان ایران است. این روستا در کنار رودخانه پلاسجان قرار دارد.

## جمعیت
این روستا در دهستان ورزق قرار دارد و براساس سرشماری مرکز آمار ایران در سال ۱۳۸۵، جمعیت آن 630 نفر (۲۰۱خانوار) بوده‌است.